# Шесть кризисов
Шесть кризисов (англ. Six Crises) — автобиографичные мемуары Ричарда Никсона, изданные в 1962 году, описывающие его деятельность в качестве вице-президента США и кандидата на должность президента США, проигравшего предвыборную гонку Джону Кеннеди. Книга также является своеобразным ответом на выпущенную Кеннеди книгу «Профили мужества», снискавшую большую популярность в США.
В 1970 книга была издана в СССР малым тиражом с грифом «Распространяется по специальному списку», в продажу не поступала.

## Содержание
1. Дело Элджера Хисса — расследованное Конгрессом США с участием Р. Никсона дела о сотруднике Госдепартамента Элджера Хисса, обвиненном в шпионаже в пользу СССР.
2. Финансовый кризис республиканцев — Р. Никсон опровергает ложные обвинения в махинациях при финансировании президентской кампании Республиканцев в 1952 году.
3. Инфаркт Эйзенхауэра — в 1955 году вице-президент Ричард Никсон фактически взял на несколько месяцев на себя всю полноту власти после сердечного приступа у президента Эйзенхауэра
4. Атака толпы в Венесуэле — Р. Никсон подвергся атаке толпы во время визита в Каракас в 1955 г.
5. Кухонные дебаты в Москве — знаменитая серия открытой полемики с Н. Хрущёвым в Москве на выставке в Сокольниках
6. Президентская гонка 1960 — проигранная Джону Кеннеди с небольшим перевесом борьба за пост Президента США.

## Интересные факты
После издания книга мгновенно стала бестселлером в США благодаря ясному и довольно искреннему стилю написания.

## Русскоязычные издания
- Никсон Р. Шесть кризисов. / пер. с англ. — М.: Прогресс, 1970. — 215 с.
- Никсон Р. Шесть кризисов. — М.: Мысль, 1995.